# De differentiis libri II
Le Differenze sono una delle opere didascaliche di Isidoro di Siviglia, nonché la prima opera isidoriana citata nella Renotatio di Braulione di Saragozza, e mostrano non pochi problemi di interpretazione: i libri di cui si compongono presentano infatti una storia della tradizione del testo perlopiù indipendente, e si caratterizzano per orientamenti e finalità differenti. Il primo libro è un trattato che si occupa di spiegare le differenze linguistiche che intercorrono tra vocaboli in apparenza simili, mentre il secondo ha carattere religioso e filosofico.

## Problemi di attribuzione
La tradizione manoscritta attribuisce a Isidoro tre diversi trattati De differentiis che si distinguono per gli incipit: Inter polliceri, Inter caelum/Inter aptum e Inter Deum. Affidandosi ad alcune testimonianze esterne all’autore (Braulione di Saragozza, Onorio Augustodunense e Giovanni Tritemio), Marìa Adelaida Andrés Sanz ritiene giusto attribuire a Isidoro soltanto due di questi trattati, l'Inter caelum/Inter aptum e l'Inter Deum, mentre, sulla scorta degli studi di Carmen Codoñer, considera l'Inter polliceri un testo non isidoriano, soprattutto a causa della totale assenza in esso di riferimenti patristici, di cui invece tutte le altre opere abbondano.
I due trattati ebbero una trasmissione differente: non solo i codici che li contengono isolatamente e senza riferimento ad un possibile legame sono molti di più di quelli che li riportano insieme, ma il prologo introduttivo che accompagna l'Inter caelum/Inter aptum non si accorda per nulla alla natura dell'Inter Deum e, inoltre, la conformazione delle due opere è sostanzialmente diversa.
Con ogni probabilità, Isidoro pubblicò per primo l'Inter Deum (anche se scritto dopo l'Inter caelum/Inter aptum) che ebbe sin da subito una rapida circolazione nella penisola iberica. Esso è stato infatti trasmesso da moltissimi manoscritti tardi e da almeno quaranta codici precedenti l’XI secolo, mentre l'Inter caelum/Inter aptum è riportato soltanto da ventiquattro codici, nessuno dei quali è cronologicamente vicino all’autore. Tale discrepanza dipende dal fatto che l'Inter Deum fu molto utilizzato in contesti religiosi, sia dogmatici sia esegetici, mentre l'Inter caelum/Inter aptum venne perlopiù impiegato come strumento di consultazione. I due trattati sono poi trasmessi insieme soltanto in tredici codici, dunque è possibile ipotizzare una situazione di questo tipo: Isidoro compose e pubblicò due opere indipendenti, poi confluite in una unica, di cui l'Inter caelum/Inter aptum costituisce il primo libro, e l'Inter Deum il secondo.

## La datazione
Anche la datazione pone problemi. I due testi sono stati scritti certamente dopo il 595, perché contengono chiari riferimenti agli ultimi libri dei Moralia in Iob di Gregorio Magno, mentre sul terminus ante quem non c’è concordanza, e Sanz ritiene che siano stati composti intorno o poco dopo al 600. Al loro interno, infatti, Isidoro affronta alcuni problemi dogmatici connessi con l’arianesimo: poiché egli, nelle proprie opere, si occupa spesso di questioni calde per la contemporaneità, e poiché l’arianesimo viene abbandonato definitivamente nel 589, tale collocazione cronologica può essere verosimile.

## Il contenuto dei libri
Il primo libro si apre con un prologo che riassume con chiarezza contenuti e finalità dell’opera: “Molti scrittori antichi hanno tentato di distinguere le differenze fra le espressioni, cercando ciò che vi è di più sottile tra le parole. Del resto i poeti pagani, per esigenze di metrica, confusero il significato dei termini […]. Tuttavia le parole, sebbene sembrino simili, si distinguono ciascuna per la loro origine”.
Isidoro, dunque, ha come scopo la messa in evidenza delle differentiae verborum, dei tratti caratteristici che distinguono vocaboli in apparenza analoghi. Qui Isidoro si occupa di spiegare le differenze che intercorrono tra vocaboli di senso sostanzialmente analogo, come “caelum” ed “aether”, “sidera” e “astra”, “stellae” e “signa”. L’autore assegna ad ogni parola un significato unitario, non tenendo però conto dell’osmosi tipica della pratica linguistica e servendosi più dei vocaboli elencati nei lessici che di quelli di uso comune. Interessante e assolutamente originale è il fatto che ogni distinzione semantica evochi molteplici valenze morali. Isidoro con le sue analisi “glottologiche” porta in primo piano gli atteggiamenti e i problemi delle coscienze, e invece di esortare con le parole lascia che siano le parole stesse, nella loro essenza, a parlare.
Il secondo libro ha invece carattere eminentemente religioso e filosofico. L’opera si apre con dieci capitoli dogmatici, una vera e propria catechesi trinitaria e cristologica caratterizzata da un andamento piuttosto discorsivo, in cui Isidoro chiarifica alcuni punti controversi dell’eresia ariana (trinità e unità, la persona del Padre, del Figlio e dello Spirito Santo, la loro essenza e sostanza). I sei capitoli successivi riguardano il mondo e le creature che lo abitano, e raccontano la creazione e le caratteristiche degli angeli, dei demoni, degli uomini e degli animali. Segue una dettagliata descrizione delle diverse parti del corpo umano dalla nascita alla morte, cui si accompagna un’analisi sulla mente, sulla ragione e sulla memoria, con particolare attenzione al binomio anima-corpo. Isidoro inserisce infine una riflessione sulla distinzione tra fede e opere e tra scienza e sapienza, concludendo con una trattazione sui vizi capitali.

## Posterità letteraria
Il genere delle differentiae, molto apprezzato durante il Rinascimento perché strumento base per un buon uso del lessico, ebbe numerosi continuatori: sebbene nessuno di essi sembri aver ripreso il contenuto dei nuovi compendi isidoriani, è chiaro che ci sia consapevolezza dello stretto legame che li unisce.